# Charles G. Burton

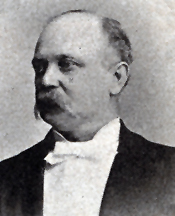
Charles G. Burton

Charles Germman Burton (* 4. April 1846 in Cleveland, Ohio; † 25. Februar 1926 in Kansas City, Missouri) war ein US-amerikanischer Politiker. Zwischen 1895 und 1897 vertrat er den Bundesstaat Missouri im US-Repräsentantenhaus.

## Werdegang
Charles G. Burton besuchte die öffentlichen Schulen in Warren. Während des  Bürgerkrieges diente er zwischen 1861 und 1864 zeitweise in verschiedenen Einheiten im Heer der Union. Nach einem anschließenden Jurastudium und seiner 1867 erfolgten Zulassung als Rechtsanwalt begann er in diesem Beruf zu arbeiten. In den folgenden Jahren zog er zunächst nach Virgil City in Missouri, dann nach Erie in Kansas und schließlich 1871 nach Nevada in Missouri. In allen Orten praktizierte er als Anwalt. Später wurde er Staatsanwalt und Richter im 25. Gerichtsbezirk von Missouri. Gleichzeitig schlug er als Mitglied der Republikanischen Partei eine politische Laufbahn ein. In den Jahren 1884 und 1904 war er Delegierter zu den jeweiligen Republican National Conventions.
Bei den Kongresswahlen des Jahres 1894 wurde Burton Partei im 15. Wahlbezirk von Missouri in das US-Repräsentantenhaus in Washington, D.C. gewählt, wo er am 4. März 1895 die Nachfolge von Charles Henry Morgan antrat. Da er im Jahr 1896 dem Demokraten Maecenas Eason Benton unterlag, konnte er bis zum 3. März 1897 nur eine Legislaturperiode im Kongress absolvieren.
Nach seinem Ausscheiden aus dem US-Repräsentantenhaus war Burton wieder als Anwalt tätig. Zwischen 1907 und 1915 leitete er die Finanzbehörde in Kansas City. Im Jahr 1908 stand er der Veteranenorganisation Grand Army of the Republic vor. Charles Burton starb am 25. Februar 1926 in Kansas City und wurde in Nevada beigesetzt.